# آلدرسان، آلبرتا
الدرسان، البرتا (به انگلیسی: Alderson, Alberta) یک منطقهٔ مسکونی در کانادا است که در آلبرتا واقع شده‌است.

## خصوصیات
الدرسان ۷۶۰ متر بالاتر از سطح دریا واقع شده‌است.